# Bertrand cœur de lion
Pour plus de détails, voir Fiche technique et Distribution.
Bertrand cœur de lion est un film français réalisé par Robert Dhéry, sorti en 1951.

## Synopsis
Bertrand garde-chasse d’un châtelain est  insouciant, protecteur des lapins et apparemment peureux au point de  fuir devant les sangliers. On apprend  par la suite que son prédécesseur avait été assassiné. Bertrand rencontre  Anne, jolie braconnière  qu’il laisse en liberté.  
Anne vit avec son frère  Paulo la Paluche, assassin présumé de l’ancien garde-chasse, évadé et poursuivi par les gendarmes du village.  Après de multiples péripéties, Anne  découvre dans le parc du château un atelier souterrain de faux-monnayage  dont l’entrée  est cachée par un piège à loups. Paulo la Paluche fait partie de l’équipe de  faux-monnayeurs. La production de l’atelier est écoulée par le châtelain avec l’aide d’un musicien tyrolien. L’ancien garde avait été supprimé pour  avoir découvert l’atelier clandestin et on comprend que Bertrand avait été choisi parce qu’il paraissait niais.
La représentation dans le château  d’un opéra avec au piano un compositeur tyrolien, un ténor, une soprano, digne de la Castafiore et un corniste, donne lieu à une série de gags.  Ainsi, Bertrand, tourneur de pages du pianiste, renverse de la crème au chocolat sur le clavier, puis à l’intérieur du piano, dans le pavillon du cor (d'où l'expulsion en jet), s’essuie les mains  sur la robe de la cantatrice.
L’arrestation des faux-monnayeurs dans leur atelier est une scène durant laquelle les protagonistes font irruption les uns après les autres, pour finir en une bagarre générale qui comporte  une série de gags tels qu’une casserole à la place du képi sur la tête de Jean Richard dans le rôle d’un gendarme simple d’esprit. 
Le film se conclut comme un conte.  Anne et Bertrand sont félicités par les gendarmes et les coupables sont condamnés à 20 ans de prison. Anne et Bertrand qu’on devine amoureux depuis le début, se rapprochent sur les gradins d’une arène avant le mot fin. Le baiser n’est pas montré  mais on imagine qu’ils vécurent heureux et eurent beaucoup d’enfants.

## Fiche technique
- Titre : Bertrand cœur de lion
- Réalisation : Robert Dhéry
- Scénario : Robert Dhéry
- Photographie : Henri Decaë
- Son : René Brunot
- Décors : Raymond Nègre
- Musique : Gérard Calvi
- Montage : Roger Cacheux et Claude Durand
- Production : Panthéon Productions - Pierre Braunberger
- Pays de production :  France
- Format : Noir et blanc - 1,37:1 - 35 mm - Son mono
- Genre : Comédie
- Durée :  105 minutes
- Date de sortie : 
  - France : 4 mai 1951

## Distribution
- Robert Dhéry : Bertrand
- Colette Brosset : Anne
- Robert Destain : Anselme
- Roger Saget : Paulo La Paluche
- Capucine : La baronne
- Gérard Calvi : Hans
- Hubert Deschamps : François, le domestique
- Jean Richard : Le brigadier
- Jacques Legras : Paul
- Al Cabrol